# Riohacha
Riohacha är en kommun och stad i Colombia.   Den ligger i departementet La Guajira, vid Karibiska havet i den norra delen av landet, 700 km norr om huvudstaden Bogotá. Antalet invånare i kommunen är 167 865.
Den är administrativ huvudort för departementet La Guajira och centralorten hade 159 846 invånare år 2008